# Centrale de Vijayawada
La centrale de Vijayawada est une centrale thermique alimentée au charbon située dans l'état du Andhra Pradesh en Inde.